# Владимир Ћопић
Владимир Ћопић - Сењко (Сењ, 8. март 1891 — Москва, 19. април 1939) био је југословенски револуционар и политичар и учесник Шпанског грађанског рата.

## Биографија
Рођен је 8. марта 1891. године у Сењу, у породици православног црквењака. Гимназију је завршио у родном граду, а право апсолвирао у Загребу. До Првог свјетског рата припадао је правашкој организацији „Млада Хрватска“. Тада је мобилисан у аустроугарску војску. Године 1915, заробили су га руски војници на Карпатима и 1916. године ступа у Српски добровољачки одред, а потом у Српску добровољачку дивизију. Одбио је да положи заклетву српском краљу, па је враћен у заробљеништво.
Након Октобарске револуције прикључује се бољшевицима, дјелујући као агитатор, новинар и преводилац. Био је члан Југословенске групе Руске комунистичке партије (бољшевика), њен секретар и предсједник, један од оснивача Комунистичке партије (бољшевика) Срба, Хрвата и Словенаца те члан њезинога Централног извршног комитета.
У новембру 1918. године, враћа се у Загреб, гдје оснива прве илегалне комунистичке ћелије и ради на радикализацији лијевог крила социјалдемократског покрета. У марту 1919. године, изабран је у Извршни одбор Југословенског револуционарног комунистичког савеза пелагићеваца. На Конгресу уједињења у Београду, који је трајао од 20. до 23. априла 1919, као делегат загребачке социјалдемократске организације изабран је у Централно партијско вијеће Социјалистичке радничке партије Југославије (комуниста) и за техничког секретара. На Другом конгресу Комунистичке партије Југославије у Вуковару поново је изабран у Централно партијско вијеће КПЈ и за техничког секретара. На изборима за Уставотворну скупштину, у новембру 1920, изабран је за посланика КПЈ за Модрушко-ријечку жупанију. Био је секретар Комунистичког посланичког клуба, а од септембра 1923. секретар Обласног секретаријата Независне радничке партије Југославије (НРПЈ) и КПЈ у Загребу. На Трећој земаљској конференцији КПЈ изабран је за члана Извршног одбора Централног партијског вијећа КПЈ.
Био је делегат КПЈ на Петом конгресу Коминтерне у јулу 1924, а радио је у конгресним комисијама: организационој, за италијанско питање као и за национално и колонијално питање. Почетком септембра је ухапшен у Загребу због путовања ван земље без пасоша. Због револуционарне дјелатности суђено му је као истакнутом комунисту на три велика процеса: „Дијамантштајновом“ 1919, „Видовданском“ 1921. и „Мајском процесу“ 1925. године. Био је осуђен на три и по године тамнице; ускоро је упућен у болницу, из које је побегао 6. августа 1925.
У Совјетски Савез је емигрирао 1925. године, гдје је студирао на Међународној лењинској школи. Од 1930. до 1931. године био је инструктор Коминтерне при Централном комитету Комунистичке партије Чехословачке. Члан Политбироа Централног комитета КПЈ је био од 1932. до 1936. године, представник КПЈ у Коминтерни 1934. и 1935. године и члан делегације КПЈ на Седмом конгресу Коминтерне.
Почетком 1937. одлази у Шпанију, гдје је био политички комесар, а потом командант Петнаесте интернационалне бригаде „Линколн“. Имао је чин потпуковника Шпанске републиканске армије.
У новембру 1938. повучен је у Москву, гдје је ухапшен и убијен 19. априла 1939. године током Стаљинове Велике чистке. Посмртно је рехабилитован одлуком Војног колегијума Врховног суда Совјетског Савеза 10. јуна 1958. године.
Његов брат је Милан Ћопић.

## Интелектуални рад
Владимир Ћопић је сарађивао у листовима „Всемирнаја ревољуција“, „Борба“, „Пролетер“, „Димитровац“ и др. Држао је предавања на партијској школи у Москви, на Комунистичком универзитету националних мањина Запада (КУНМЗ). Превео је Лењиново дјело „Империјализам као најновија етапа капитализма“, Богдановљеву „Почетницу политичке економије“, а са Јосипом Брозом Титом „Историју СКП (б)“.